# Web mirall
A Internet, un web mirall (calc de l'anglès mirror website) és un lloc web que conté una rèplica exacta d'un altre. Aquestes rèpliques o miralls se solen crear per a facilitar descàrregues grans i garantir l'accés a la informació malgrat hi hagi fallades en el servei del servidor principal.
Els miralls solen sincronitzar-se periòdicament amb el servidor principal per a mantenir la integritat de la informació.
És un concepte molt utilitzat en fòrums cibernètics on els usuaris comparteixen arxius entre si, ja que a vegades alguns d'aquests no poden ser descarregats adequadament, per la qual cosa s'informa sobre un mirall per a obtenir-ho.
En el cas de les xarxes, «mirall» també fa referència a la manera com treballa un commutador, en fer rèplica de tots els paquets que aquest transfereix adreçats a un sol port a través del qual, amb un analitzador de trànsit, es pot observar tot el trànsit de la xarxa.